# Ferri chirurgici

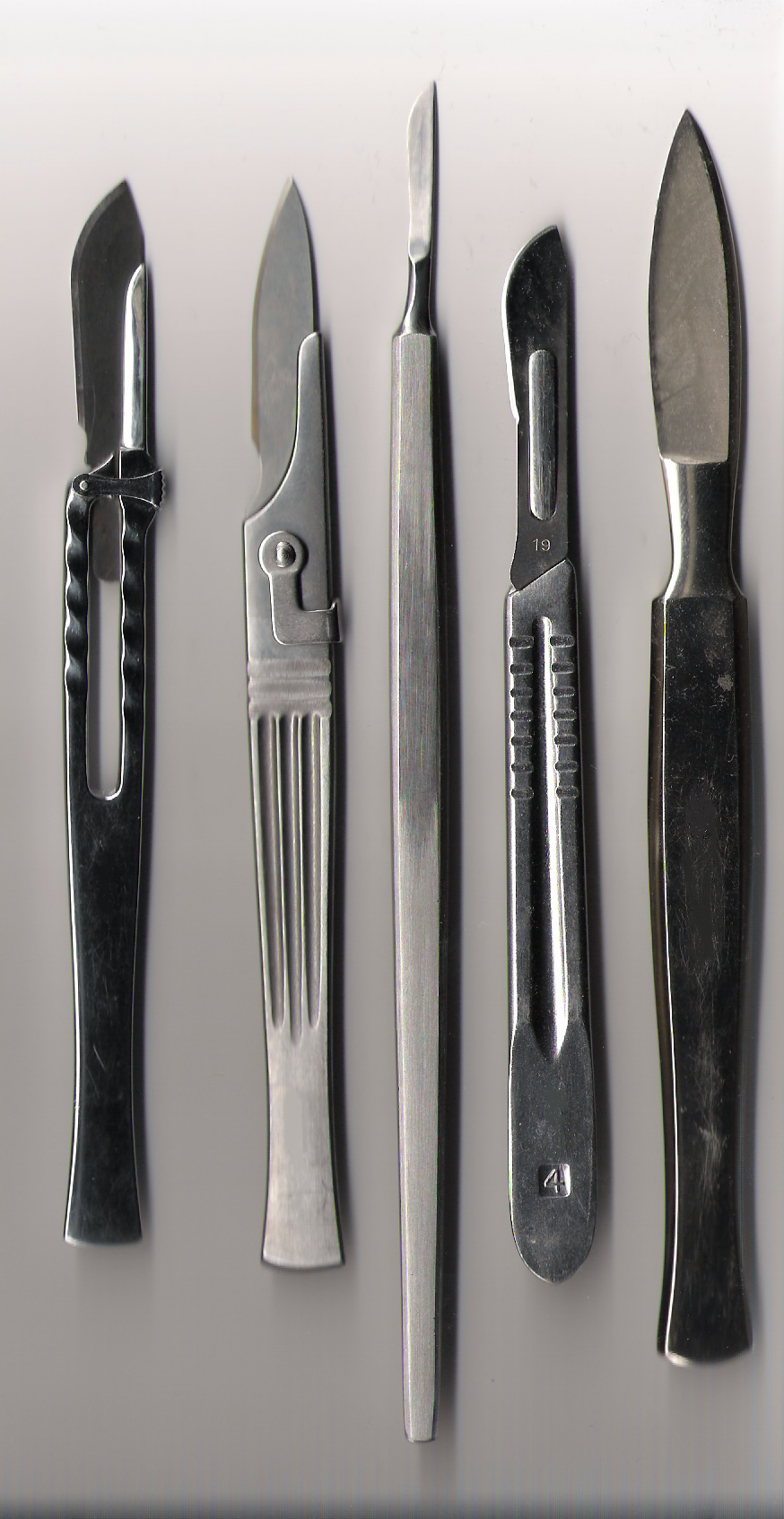
bisturi

I ferri chirurgici sono strumenti progettati per essere usati durante un intervento chirurgico, per ottenere effetti come ad esempio la modifica dei tessuti biologici, o l'accesso per la loro visualizzazione.
Nel corso del tempo, sono stati ideati diversi tipi di strumenti chirurgici, alcuni dei quali progettati per essere utilizzati in chirurgia generale, altri per procedure specifiche.

## Classificazione
Tali strumenti possono essere generalmente suddivisi in sei classi per funzione. Queste classi sono: 
- Strumenti da taglio
- Cogliere o detenzione di strumenti
- Pinze emostatiche (strumenti utilizzati per fermare il flusso di sangue)
- Divaricatori
- Morsetti e distrattori
- Accessori e impianti

## Nomenclatura
La nomenclatura degli strumenti chirurgici segue determinati modelli, come ad esempio una descrizione delle azioni che compie (per esempio, bisturi, emostatico), il nome del suo inventore (per esempio, la pinza Kocher), o il nome scientifico dell'organo relativo al tipo di intervento chirurgico (ad esempio, un tracheotomo è uno strumento utilizzato per eseguire una tracheotomia).